# Шидловецкие
Шидловецкие (пол. Szydłowieccy herbu Odrowąż) — польский дворянский род, побочная линия рода Одровонж, чья фамилия происходит от города Шидловец. У них был герб Одровонж.

## История
Основным местом проживания рода была территория, охватывающая имение Шидловец, расположенное возле источников Каменна и Радомка, вокруг более позднего города Шидловец. Это было одно из нескольких поместий семьи Одровонж в Сандомирском воеводстве. Первыми, кто подписался под этим именем, были братья Якуб и Славко, упомянутые в акте пожертвования приходской церкви в Шидловце с 1401 года. Они прилагали усилия для развития экономического развития своей резиденции, которая в 1427 году получила городские права.
Сын Якуба, Станислав получил звание сенатора, что подтверждается перестройкой родовой резиденции в готический замок. Значительные доходы от его поместий и должностей в государстве (маршал коронного двора) позволили ему дать своим сыновьям основательное образование. Как гофмейстер польских королевичей Владислава, Казимира, Яна Ольбрахта, Александра, Сигизмунда и Фридриха, поместил своих сыновей среди пажей. Двое из них, Якуб и Николай, занимали свои должности подскарбия великого коронного, другой Кшиштоф также занимал пост канцлера великого коронного. Последние двое заседали в сенате, становясь каштелянами и воеводами (Кшиштоф).
Последним представителем мужского пола в семье был Кшиштоф Шидловецкий (1466—1532), добившийся наибольшей карьеры среди семьи. Королевский сановник, канцлер, краковский каштелян, краковский воевода и друг Сигизмунда I Старого, скончался в 1532 году. В год своей смерти благодаря посланнику к императору Священной Римской империи он получил наследственный титул графа, резиденция которого была основана в Шидловце. Помимо родовых поместий, у Кшиштофа были поместья в Опатуве и Цмелюве, а также поместья поменьше. Последней женщиной в семье была его дочь Эльжбета (1533—1562), которая в 1548 году принесла Николаю Радзивиллу «Черному» (1515—1565) в приданое графство на Шидловце.
Семья Шидловецких внесла свой вклад в развитие экономики Сандомирского воеводства, поддерживая торговлю и ремесла. Они развивали добычу камня и руды, а также металлургию, особенно в Старопольском промышленном районе. Они поддерживали немецкие, чешские, венгерские и итальянские поселения, популяризируя западные методы технологий и образцы искусства. Они были покровителями художников и ученых, в том числе: Станислав Самостжельник, Филипп Каллимах, Бартоломео Береччи и Джованни Чини.

## Представители рода
- Якуб Шидловецкий (ум. 1433/1436), польский рыцарь, участник Грюнвальдской битвы (1410)
- Славко Шидловецкий (ум. ок. 1433), польский рыцарь
- Станислав Шидловецкий (ок. 1405—1493), каштелян жарнувский (с 1462) и радомский (с 1478), маршалок надворный коронный с 1467 года, бургграф краковский (с 1471)
- Николай Шидловецкий (ум. 1476), подстароста и бургграф краковский
- Кшиштоф Шидловецкий (1467—1532), подканцлер коронный, канцлер великий коронный, воевода и каштелян краковский. Последний мужской представитель рода.
- Якуб Шидловецкий (ок. 1453—1509), подскарбий надворный и великий коронный
- Пётр Шидловецкий (1477—1507), бургграф и подкоморий краковский
- Павел Шидловецкий (1478—1506), римско-католический священник
- Николай Шидловецкий (1480—1532), подскарбий великий коронный.